# Sart Saint-Nicolas
Le Sart Saint-Nicolas est un lotissement d'habitat groupé de 14 habitations situé à Marcinelle, Charleroi (Belgique). Le site a été construit dans les années 1970 par l'architecte Paul Petit avec la participation des futures familles habitantes.

## Histoire
Au début des années 1970, à son retour des Etats-Unis, Paul Petit, jeune architecte, travaille dans le bureau de l’architecte Pierre Cosyn. Paul Petit collabore sur le projet du Siège administratif des ACEC. Durant la conception, il s’intéresse à l’acier corten, résistant à la corrosion atmosphérique. Il entame ensuite des recherches pour concevoir un système constructif de micro-charpente métallique qui s'appliquerait au logement.
Il développe un prototype sur un terrain vague au pied d'un terril qui deviendra le lieu du lotissement. La structure préfabriquée et assemblée sur site par boulonnage. Il s'agit d'une petite habitation de plain-pied qui, lors de son inauguration en 1975, a permis de développer le projet à 14 habitations.

## Architecture
Un chantier participatif et autogéré
Dès le départ du chantier, l’architecte a travaillé en collaboration avec les familles qui allaient occupé les habitations. Son objectif avec la préfabrication était de permettre aux habitants, sans compétences spécifiques, de participer à l’assemblage des modules d’habitation. Les éléments métalliques étaient numérotés et indiqués pour permettre la conception sans outils spécifiques.
Les techniques (électricité, chauffage, plomberie) étaient enseignées par des professionnels aux futurs habitants et la mise en place se faisait elle aussi par kit d’assemblage.
Le site du Sart Saint-Nicolas est un terrain de 2ha situé entre un terril de Marcinelle et un espace collectif de loisirs.
L’ensemble des maisons s’implante en bordure du site pour créer une placette où se situe l’espace commun du lotissement, seul pavillon qui présente une exception modulaire. L’implantation était pensée pour délimiter implicitement des jardins privés sans limitations matérielles.

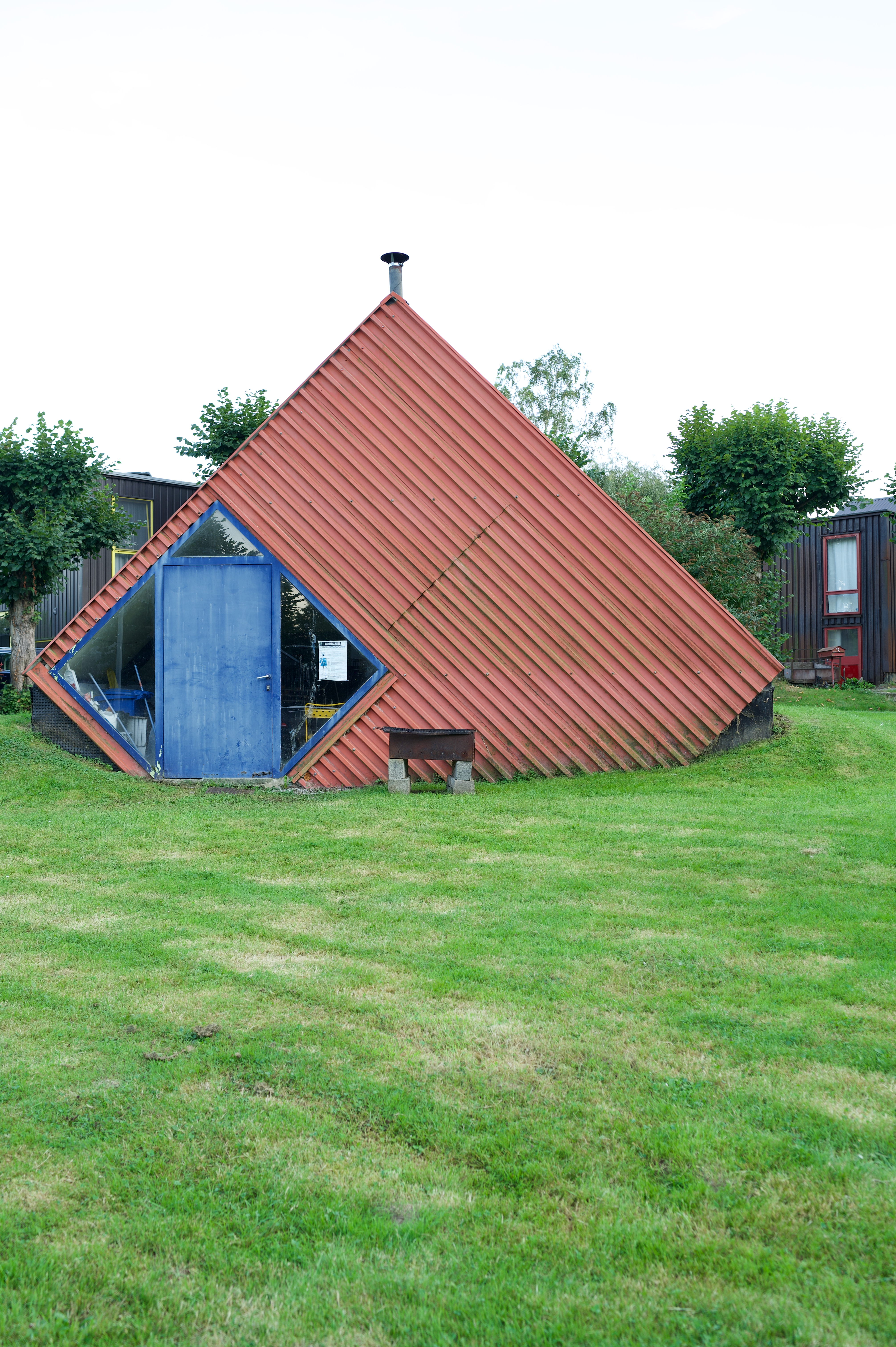
Espace commun du lotissement.

Le système de construction est de type préfabriqué avec des éléments d’aciers dont l’assemblage est simple et manuel. La charpente modulaire était basée sur un module de base de 3,6 m x 3,6 m x 2,4 m dont les éléments faisaient 1,20m. La surface des habitations varie entre 40 et 230 mètres carrés en fonction du nombre et de la disposition des modules.

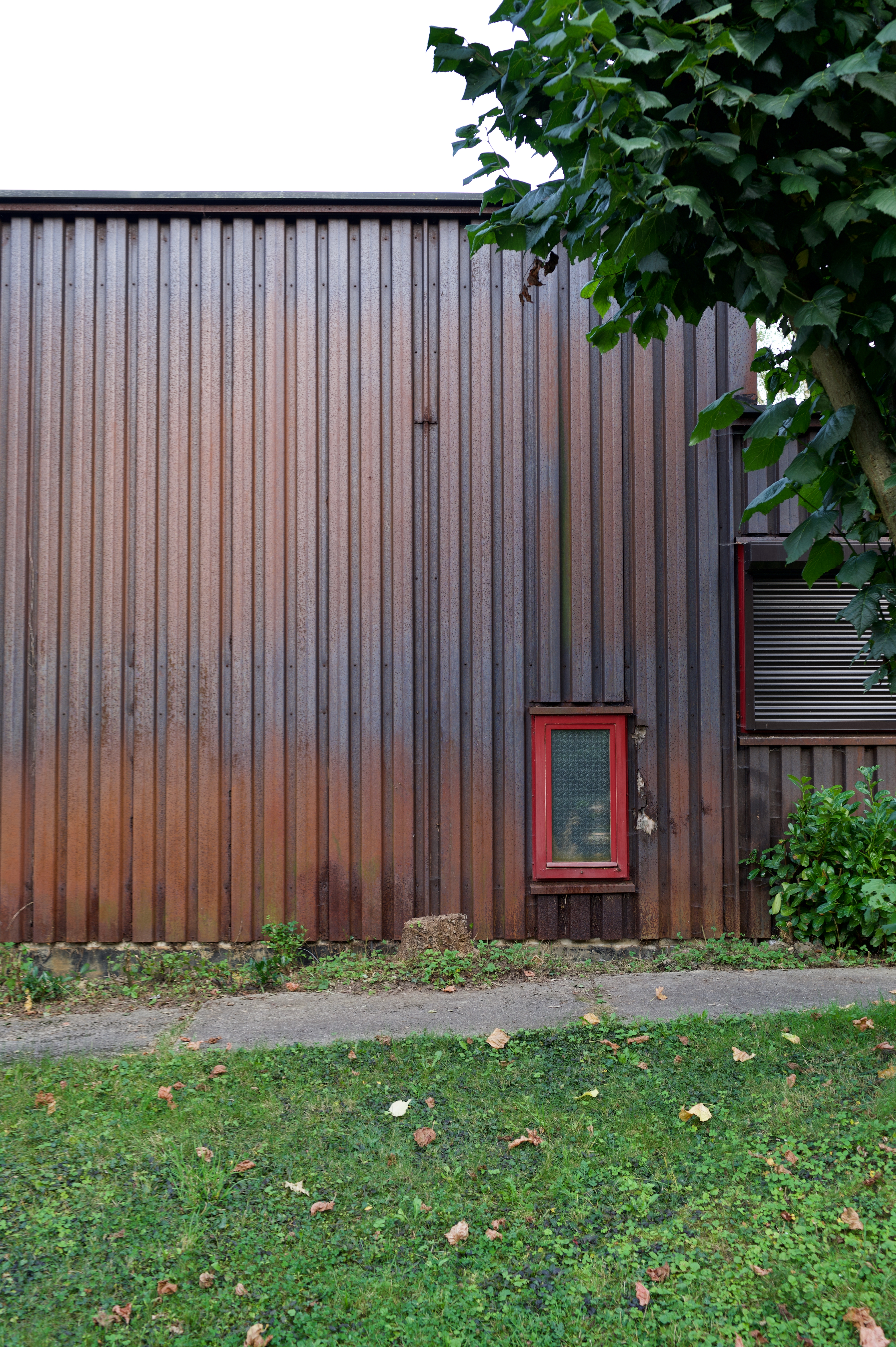
Aperçu du bardage en acier corten.

Les façades sont recouvertes d’un bardage en tôle d’acier corten nervurée. "Seuls des oculis saillants contrastent avec la matérialité des étages inférieurs : pour la plupart recouverts de panneaux de fibre-ciment, ils étaient initialement bardés de multiplex".
5 habitations ont été modifiées et rénovées entre la construction et aujourd'hui. Chaque fois, Paul Petit a supervisés ces évolutions pour les habitations qu'il a conçu.